# Annales Sangallenses maiores
Gli Annales Sangallenses maiores (dal latino Annali estesi di San Gallo) rappresentano una versione estesa degli Annales Alamannici redatti da chierici dell'Abbazia di San Gallo per il periodo dal 709 al 1056. Mentre la parte più antica (709-918) ripropone la versione originale degli Annales Alamannici, gli eventi successivi sono narrati senza ripercorrere scritti di epoca precedente. La tradizione più antica, iniziata nel X secolo, si trova nel Codex Sangallensis 915, un libro capitolare, alle pagine 196-236. Ulteriori aggiunte si rintracciano nella copia del secondo libro capitolare più antico, il Cod. Sang. 453 del XII secolo, pp. 211-235. Dopo la notizia della morte di Enrico III il Nero nel 1056, evento conclusivo narrato dagli annali, vi è un resoconto relativo alla donazione di reliquie dalla Terra santa all'abbazia di San Gallo nel 1180.

## Edizioni e facsimili
- Roland Zingg, Die St. Galler Annalistik (Ostfildern, 2019)
- 'XVI Annales Sangallenses Maiores', ed. Ildefonsus ab Arx: Annales et chronica aevi Carolini, ed. Georgius Heinricus Pertz, Monumenta Germaniae Historica, 1 (Hannover: Tomusus, 1826), 72-85
- Cod. Sang. 915; gli annali iniziano su pagina 196. Il manoscritto autografo degli annali.
- Cod. Sang. 453; gli annali iniziano su pagina 211. Una copia del XII secolo.